# 沙鲁里山

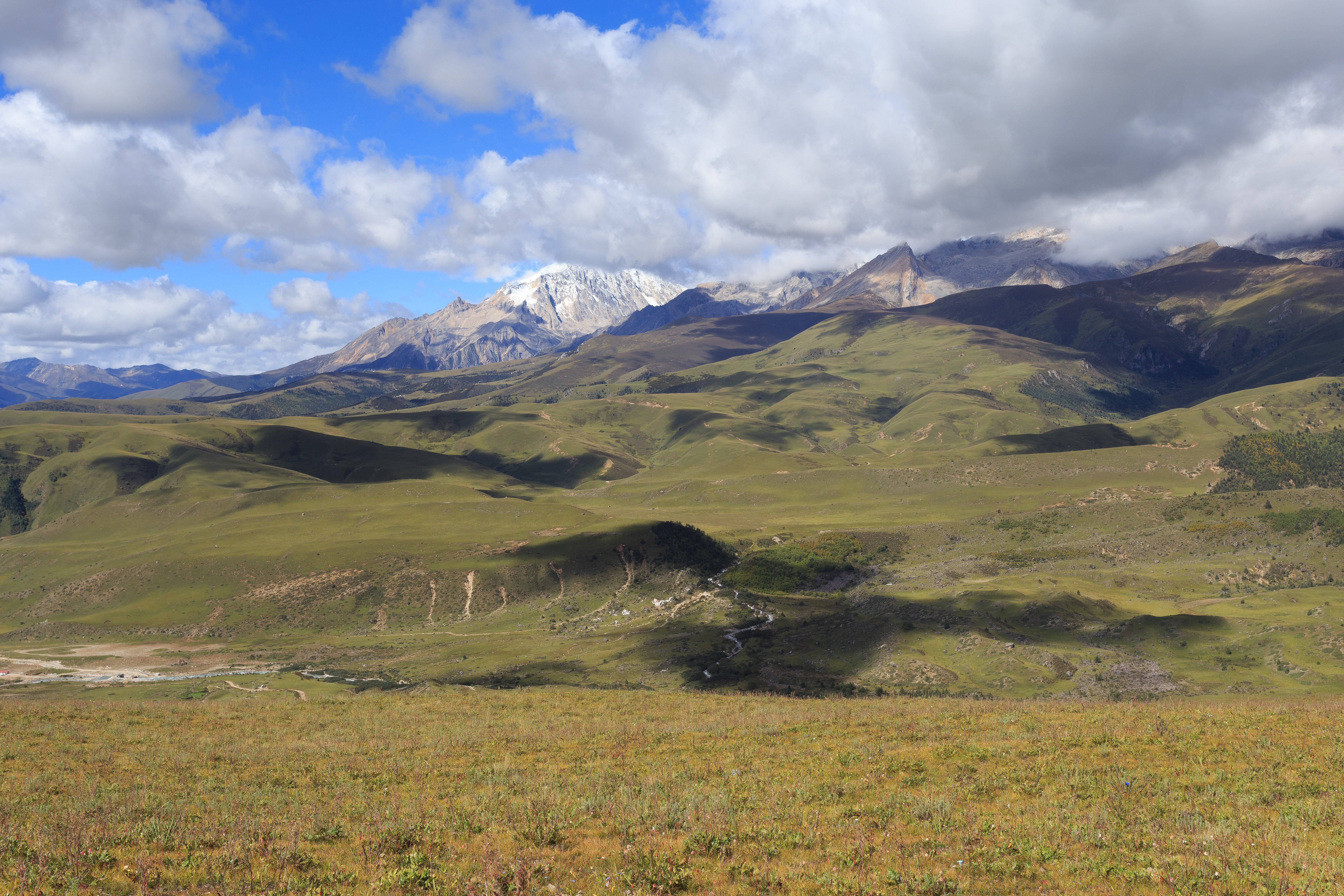
沙鲁里山最高峰格聂峰，位于理塘县境内

沙鲁里山，位于中国四川省甘孜州、凉山州西部，为南北走向山脉。平均海拔在4000米至6000米之间。有雀儿山等山峰，最高峰格聂山海拔为6174.5米。沙鲁里山是金沙江与雅砻江的分水岭。动植物资源丰富，有白唇鹿、扭角羚等野生动物。